# Дарджилінг
Дарджилінг (англ. Darjeeling, неп.: दार्जीलिङ्ग) — місто в Індії, розташоване на крайній півночі штату Західний Бенгал, у східних Гімалаях на висоті близько 2185 м, адміністративний центр округу Дарджилінг та району Садар. Місто було побудоване британцями як колоніальна гірська станція.

## Клімат
Місто знаходиться у зоні, котра характеризується океанічним кліматом субтропічних нагір'їв. Найтепліший місяць — липень із середньою температурою 16.7 °C (62 °F). Найхолодніший місяць — січень, із середньою температурою 5 °С (41 °F).
| Клімат Дарджилінга      | Клімат Дарджилінга | Клімат Дарджилінга | Клімат Дарджилінга | Клімат Дарджилінга | Клімат Дарджилінга | Клімат Дарджилінга | Клімат Дарджилінга | Клімат Дарджилінга | Клімат Дарджилінга | Клімат Дарджилінга | Клімат Дарджилінга | Клімат Дарджилінга | Клімат Дарджилінга |
| Показник                | Січ.               | Лют.               | Бер.               | Квіт.              | Трав.              | Черв.              | Лип.               | Серп.              | Вер.               | Жовт.              | Лист.              | Груд.              | Рік                |
| Середній максимум, °C   | 9,4                | 10,4               | 14,4               | 17,4               | 18,5               | 19,3               | 19,4               | 19,6               | 19,2               | 18                 | 14,7               | 11,5               | 16                 |
| Середня температура, °C | 5                  | 6                  | 10                 | 13                 | 15                 | 16                 | 17                 | 17                 | 16                 | 14                 | 10                 | 7                  | 12                 |
| Середній мінімум, °C    | 1,8                | 2,9                | 6,3                | 9,4                | 11,5               | 13,6               | 14,3               | 14,2               | 13,3               | 10,3               | 6,3                | 3,3                | 8,9                |
| Норма опадів, мм        | 15                 | 24                 | 45                 | 104                | 182                | 548                | 753                | 594                | 414                | 121                | 12                 | 5                  | 2818               |
| ----------------------- | ------------------ | ------------------ | ------------------ | ------------------ | ------------------ | ------------------ | ------------------ | ------------------ | ------------------ | ------------------ | ------------------ | ------------------ | ------------------ |
| Джерело: Weatherbase    |                    |                    |                    |                    |                    |                    |                    |                    |                    |                    |                    |                    |                    |

## Туризм
Місто знамените своєю вузькоколійною Дарджилінзькою Гімалайською залізницею, відкритою в 1881 році та включеною ЮНЕСКО до списку Світової спадщини. Ця дорога, завдовжки 86 км, сполучає Дарджілінг із містом Сіліґурі. Перепад висот становить близько 2100 м: дорога починається в Нью-Джалпайґурі на висоті 100 м над рівнем моря і закінчується в Дарджилінзі на висоті близько 2200 м.
Також місто знамените сортом чаю дарджилінг, що вирощується навколо нього.

## Кухня
Завдяки різноманітному змішуванні культур у регіоні місцева етнічна кухня також досить різноманітна. Домінуюче місце займають рис, локшина, картопля, що пов'язано з прохолодним кліматом регіону.
Найпопулярніша місцева закуска називається «момос», це приготована на пару галушка, яка містить начинку із м'яса або овочів, завернені в тісто і подаються разом із бульйоном та індійським пікулі. Місцеві мешканці полюбляють страву «алу дом» (гостра відварена на пару картопля карі) та інші подібні різновиди цієї страви. Наприклад, поверх «алу дом» може додаватися локшина «вай вай мімі» і тоді таку страву називають «алу мімі».

## Відомі люди
- Вів'єн Лі (1913—1967) — англійська акторка.

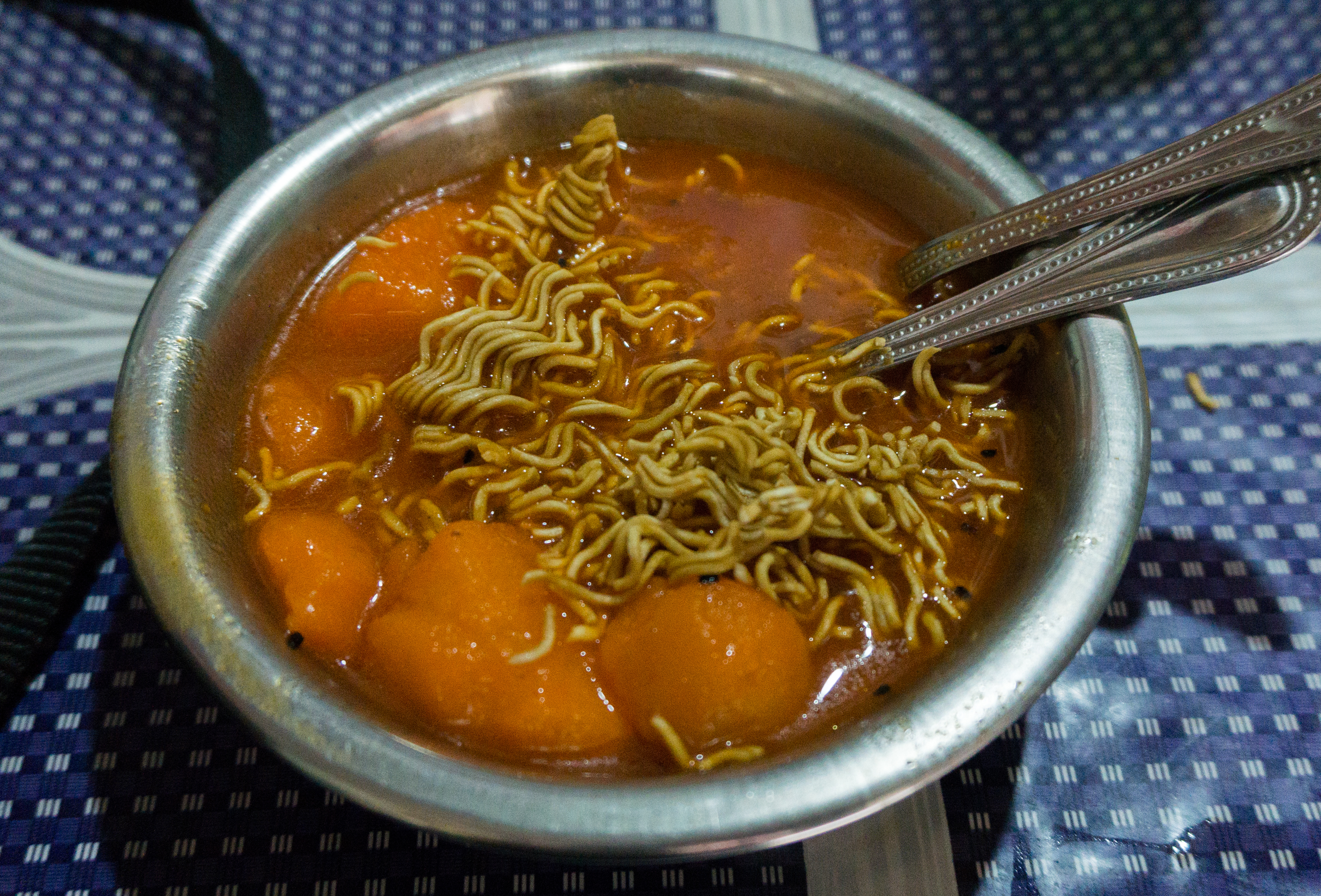
Чаша з «алу мімі»
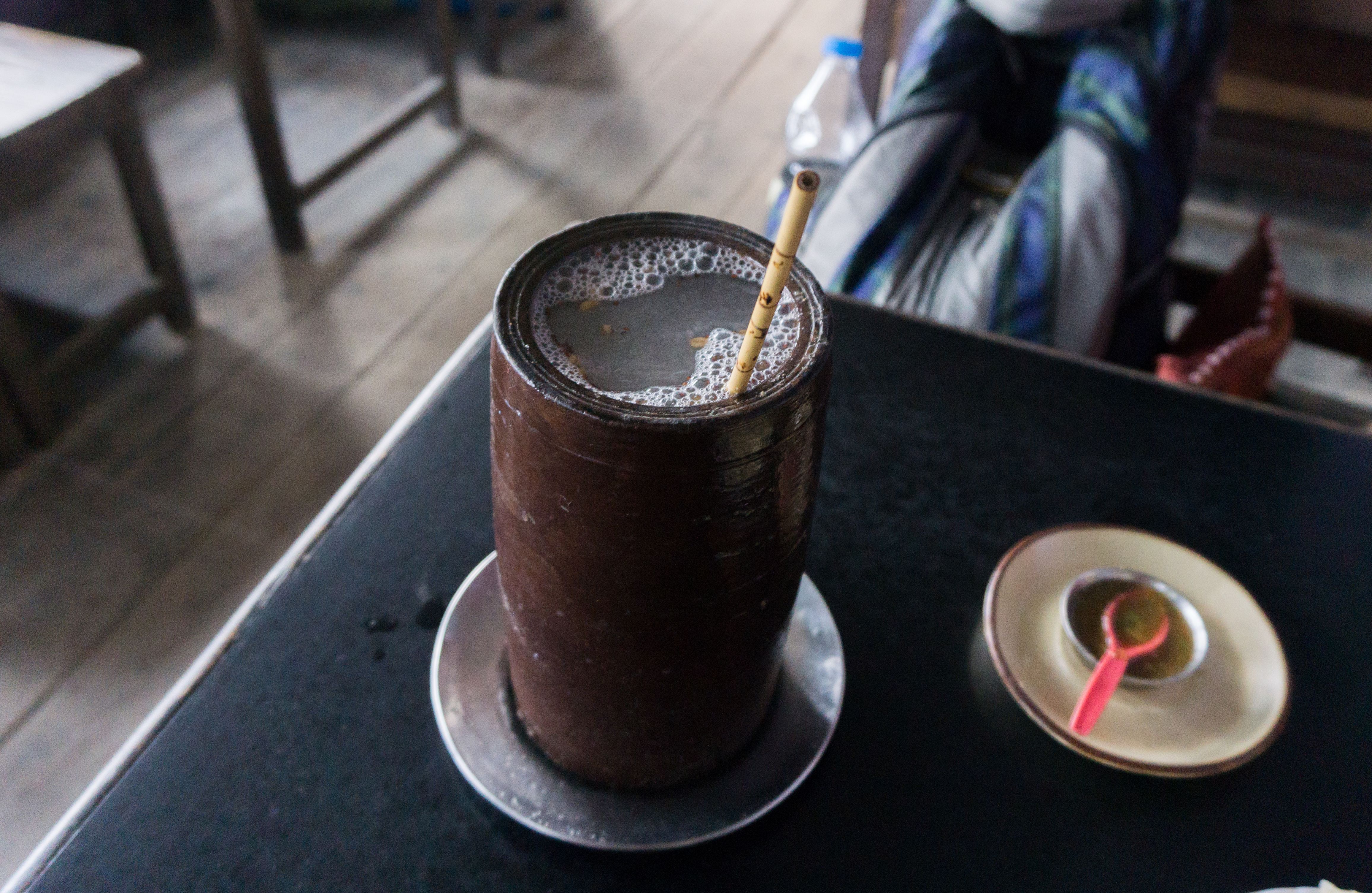
Тонгба